# كارل ليند
كارل ليند (بالإنجليزية: Carl Lind)‏ هو لاعب كرة قاعدة أمريكي، ولد في 19 سبتمبر 1903 في نيو أورلينز في الولايات المتحدة، وتوفي في 3 سبتمبر 2001 في نيويورك في الولايات المتحدة.

## وصلات خارجية
- كارل ليند على موقعبيزبول رفرنس.كوم (الدوري الرئيسي) (الإنجليزية)